# The Coca-Cola Company
The Coca-Cola Company es una corporación multinacional estadounidense de bebidas con sede en Atlanta, Georgia. The Coca-Cola Company tiene intereses en la fabricación, venta minorista y comercialización de concentrados y jarabes para bebidas no alcohólicas. La compañía produce Coca-Cola, inventada en 1886 por el farmacéutico John Stith Pemberton. En 1889, la fórmula y la marca se vendieron por $ 2,300 a Asa Griggs Candler, quien incorporó The Coca-Cola Company en Atlanta en 1892.
La compañía, con sede en Atlanta, Georgia, pero incorporada en Delaware - ha operado un sistema de distribución de franquicia desde 1889: La Compañía produce principalmente concentrado de jarabe, que luego se vende a varias embotelladoras en todo el mundo que poseen territorios exclusivos. La compañía posee su embotellador de ancla en Norteamérica, "Coca-Cola Refreshments".
Las acciones de la compañía cotizan en NYSE y son parte de DJIA y de los índices S&P 500 y S&P 100.
The Coca-Cola Company es el mayor contaminante de plástico produciendo más de 3 millones de toneladas de envases de plástico cada año, incluyendo 110 mil millones de botellas de plástico.

## Historia

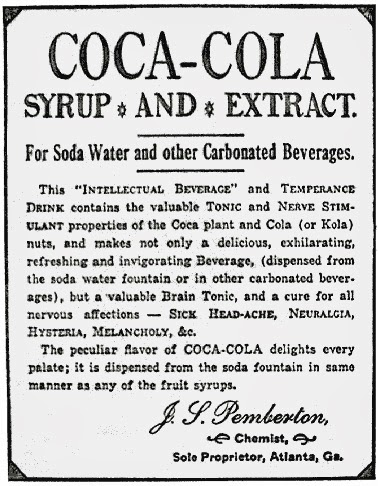
Anuncio de Coca-Cola, 1886.

En julio de 1886, el farmacéutico John Stith Pemberton de Columbus, Georgia, inventó la bebida original de Coca-Cola basada en la hoja de coca (Erythroxylum coca) y la nuez de cola (Cola acuminata), para ofrecerse en venta en farmacias como una bebida propiedades medicinales.
El contador de Pemberton, Frank Robinson, sugirió el nombre y el logotipo. Para el nombre de la nueva bebida propuso que se combinasen los nombre de sus dos principales ingredientes: hojas de coca y nueces de cola (Coca-Cola). Para el logotipo pensó en usar las dos C en mayúsculas y también decidió escribir el nombre en caligrafía Spencerian.
Ese mismo año, en 1886,  empezó a vender el remedio a cinco centavos la unidad en la farmacia Jacob de Atlanta. La bebida se convirtió en todo un éxito. En 1889, la fórmula y la marca se vendieron por $ 2,300 a Asa Griggs Candler, quien creó la corporación The Coca-Cola Company en Atlanta.
Desde 1886 hasta 1903, la bebida contenía el alcaloide cocaína. Debido a las controversias respecto a la cocaína en ese entonces, se decidió retirar el alcaloide del extracto de las hojas de coca.
En la actualidad, The Coca-Cola Company es la única corporación en el mundo autorizada a importar, procesar y usar comercialmente hojas de coca en la elaboración de su bebida. El artículo 27 de la Convención Única sobre Estupefacientes de 1961 fue desarrollado de manera ad hoc para tal fin:

Las Partes podrán autorizar el uso de hojas de coca para la preparación de un agente saporífero que no contenga ningún alcaloide y, en la medida necesaria para dicho uso, autorizar la producción, importación, exportación, el comercio y la posesión de dichas hojas.
Artículo 27, Convención Única sobre Estupefacientes (1961).

Las hojas de coca de la variedad Erythroxylum novogranatense var. truxillense son adquiridas e importadas legalmente (115 toneladas anuales aproximadamente) con permiso del Departamento de Justicia de los Estados Unidos a través de Empresa Nacional de la Coca en Perú. Los saborizantes son extraídos por la Compañía Stepan en su planta industrial en Maywood, Nueva Jersey, en un proceso monitorizado por la Administración de Control de Drogas.
En 1985, en un célebre desastre corporativo, Coca-Cola presentó New Coke, una bebida que no contenía extractos de la hoja de coca. Después de que la opinión pública diera toda clase de opiniones, la receta fue restaurada a la original «clásicamente» formulada.
En el año 2005 Coca-Cola implementó el sistema de gestión de calidad, logrando así ser aún más competitivo de lo que era anteriormente. Patrocina los Juegos Olímpicos desde 1972, la Copa Mundial de la FIFA desde 1966, y la Eurocopa desde 1976 hasta 2020 aproximadamente. 

## Embotelladoras
Debido a la aparición de otras marcas competidoras, Coca-Cola empezó a crear más embotelladoras para cubrir su cuota del mercado. Fuera de Estados Unidos aparecen algunas embotelladoras:

### América
- Arca Continental -  Ecuador
- Coca-Cola FEMSA -  México
- Bebidas Refrescantes de Nogales - México
- Grupo Embotellador Nayar - México
- Reginald Lee S.A. -  Argentina
- Coca-Cola FEMSA - Guatemala
- Coca-Cola FEMSA - Argentina
- Coca-Cola FEMSA - Brasil
- Coca-Cola FEMSA - Paraguay
- Coca-Cola FEMSA - Colombia
- Coca-Cola FEMSA - Costa Rica
- Coca-Cola FEMSA -  Venezuela
- Coca-Cola FEMSA - Panamá
- Arca Continental Corporación Lindley
- Coca-Cola Embonor y Coca-Cola Andina - Chile
- Embotelladoras Bolivianas Unidas EMBOL - Bolivia
- Montevideo Refrescos -  Uruguay

### África
- Coca-Cola Beverages Africa - Sudáfrica

### Asia
- Coca-Cola Korea - Corea del Sur

- Coca-Cola Icecek -  Turquía
- Swire Group - Hong Kong
- Kirin Company - Japón
- Coca-Cola Bottlers Philippines, Inc. Filipinas

### Europa
- Coca-Cola European Partners -  Reino Unido
- Coca-Cola HBC AG - Suiza

### Oceanía
- Coca-Cola Amatil - Australia

## Caída en 2009 de las ventas en Norteamérica
En 2009 reportó utilidades del primer trimestre (un 10% menos que en el primer trimestre de 2008, es decir, 1400 millones de dólares) debido al fortalecimiento del euro y al debilitamiento de las ventas en Norteamérica.

## Inversión en México
El expresidente Felipe Calderón Hinojosa anunció en el Foro Económico Mundial Reunión Anual 2012, realizado en Suiza que The Coca-Cola Company planeaba una inversión de más de 5000 millones de dólares de los cuales 1000 millones se invertirían en el mismo 2012, con esta inversión se lograrían más de 90000 empleos directos y alrededor de 800000 indirectos.
En San Cristóbal de las Casas, Chiapas, México se ha denunciado la explotación excesiva de agua por parte de inmuebles de golfo, una susidiaria de Coca-Cola FEMSA, embotelladora de Coca Cola en Chiapas por más de 400000 m³ al año, en una localidad donde el acceso al agua potable es limitado por lo que gente tiene que recurrir a comprar refresco.

## Conflictos laborales

### Brasil
En 2014 Survival International, un movimiento que trabaja por los derechos de los pueblos indígenas por todo el mundo, denunció que The Coca-Cola Company «está involucrada en el escándalo del acaparamiento de tierras que ha llevado muerte y miseria a los guaraníes». Según declara haber documentado la organización, The Coca-Cola Company compra azúcar del gran productor industrial agro alimentario estadounidense Bunge, que a su vez se surte de la caña de azúcar producida en las tierras robadas a los guaraníes. De hecho los miembros de la tribu han sido privados de gran parte de su territorio ancestral para abrir paso a cultivos de caña de azúcar y ahora viven en miserables campamentos en cunetas y márgenes de las carreteras, donde el incremento de problemáticas como el suicidio, las enfermedades y el alcoholismo se hace patente.
En mayo de 2014 los guaraníes escribieron una carta a The Coca-Cola Company: «Pedimos a Coca-Cola que considere nuestro sufrimiento (…) Queremos que Coca-Cola se ponga de nuestro lado y sienta nuestro dolor y padecimiento, porque la caña de azúcar está destrozando cualquier esperanza de un futuro para nuestros hijos. Pedimos a Coca-Cola que deje de comprar azúcar a Bunge».

### Colombia
En 2001 el sindicato colombiano Sinaltrainal denunció a Coca-Cola en Miami alegando que Panamco, una embotelladora colombiana afiliada a Coca-Cola, ayudó a un grupo de paramilitares en el asesinato de varios miembros del sindicato. El caso sobre la responsabilidad de Coca-Cola fue desestimado.

### España
El 1 de marzo de 2013, siete embotelladoras de Coca-Cola en España se fusionaron creando Coca-Cola Iberian Partners (CCIP). El 10 de diciembre CCIP planteó a los sindicatos una reorganización y el cierre de cuatro plantas. El 22 de enero de 2014 CCIP presentó un ERE que afectaría a 1250 empleados, incluyendo más de 700 despidos. El ERE fue acompañado de una campaña llamada «ZERO DESPIDOS» asegurando que el ERE se cubriría exclusivamente con voluntarios. Sin embargo, el 1 de abril CCIP ejecutó el ERE con el despido forzoso de todos los trabajadores de la planta de Fuenlabrada que no se acogieron al ERE voluntariamente. Ese mismo mes Inspección de Trabajo cuestionó el ERE y se registraron varias propuestas en el Congreso de los Diputados para intervenir en las negociaciones. Estas fueron rechazadas con los votos del Partido Popular. El 13 de junio la Audiencia Nacional declara nulo el ERE y el 21 de noviembre ordena la readmisión de los trabajadores y el pago de las nóminas atrasadas con intereses.
Los trabajadores de Fuenlabrada fueron reincorporados al centro que fue reconvertido en un centro logístico, denominado Centro de Operaciones Industriales y Logísticas, si bien los trabajadores mantuvieron su reclamación de que el Centro mantuviera la actividad de fabricación. Una transformación que fue respaldada tanto por la Audiencia Nacional como por el Tribunal Supremo.
A finales de 2018, trabajadores y empresa alcanzaron un acuerdo definitivo que suponía el cierre del centro de Fuenlabrada y la apertura de un periodo de dos años en los cuales la empresa estudiará la posibilidad de abrir un centro mixto -industrial y logístico-, en un radio de 70 km desde el centro de Madrid, siempre que este encaje en la estrategia industrial de la empresa a nivel europeo.

### Guatemala
En los años 1970 los trabajadores de la embotelladora de Coca-Cola fueron reprimidos por escuadrones de la muerte para intentar que detuvieran su actividad sindical. El 16 de octubre de 1978, Israel Márquez, secretario general del sindicato tuvo una discusión con la gerencia de la embotelladora. Ese mismo día fue atacado con una metralleta cuando volvía a su casa, aunque sobrevivió al ataque. En noviembre de ese año, la gerencia de la embotelladora desplegó guardias armados y tres tenientes del ejército en la planta para vigilar a los trabajadores. El 12 de diciembre, Pedro Quevedo, secretario financiero del sindicato fue ejecutado extrajudicialmente. En los meses siguientes continuó una campaña de terror con el fin de destruir el sindicato. Los trabajadores recibían cartas de amenaza y los nombres del comité del sindicato fueron incluidos en la lista de objetivos del Ejército Secreto Anticomunista. El 24 de enero de 1979 un hombre fue asesinado en un ataque con ametralladoras al ser confundido con Israel Márquez. Márquez recibió asilo en la Embajada de Venezuela antes de exiliarse en Costa Rica. El 5 de abril, Manuel López Balán, sucesor de Márquez, fue asesinado mientras cubría su ruta de reparto. Entre abril de 1979 y julio de 1980 cuatro trabajadores fueron heridos de bala, cuatro desaparecidos y siete asesinados.